# Робинсон, Пол (футболист)
Пол Уи́льям Ро́бинсон (англ. Paul William Robinson; 15 октября 1979, Беверли, графство Йоркшир) — английский футболист, вратарь.

## Клубная карьера

### «Лидс Юнайтед»
Воспитывался в футбольной академии «Лидс Юнайтед» и дебютировал за этот клуб (занимавший в то время ведущие позиции в Англии) в 1998 году в матче против «Челси». В сезоне 2003/04 он забил свой первый профессиональный гол в Кубке Лиги против «Суиндон Таун» .

### «Тоттенхэм Хотспурс»
В мае 2004 года был куплен «Тоттенхэмом» за полтора миллиона фунтов. Вытеснив из состава ветерана вратарского цеха американца Кейси Келлера, Пол стал основным первым номером «Шпор». Несколько раз он выводил команду в качестве капитана, но в сезоне 2007/08 ряд ошибок стоил ему места в основе, и тренер лондонцев Хуанде Рамос стал чаще ставить в ворота чеха Радека Черны.
17 марта 2007 года, Робинсон забил второй гол в своей профессиональной карьере, в Премьер-лиге игре против «Уотфорда» на Уайт Харт Лейн. Этот гол стал невероятным; с 75 метров выбивая штрафной удар со своей половины поля, мяч пролетел все поле и попал за шиворот вратарю «Уотфорд» Бену Фостеру.

### «Блэкберн Роверс»
25 июля 2008 года Робинсон перешёл в «Блэкберн» подписав пятилетний контракт. 29 июля было подтверждено в ходе интервью, что он будет носить футболку с номером 1 освобожденным после ухода Брэда Фриделя. После вылета «Блэкберна» в Чемпионшип, ходили слухи, что Робинсон мог бы вернуться в Премьер лигу, в «Куинз парк Рейнджерс» и «Вест Хэм Юнайтед». Тем не менее, никакого предложения не осуществилось, спекуляции продолжались над будущим Робинсона на протяжении всего сезона.
В марте 2013 года, Робинсон был исключен до конца сезона из-за травмы спины. Тем не менее, в апреле, он страдает осложнениями, и был исключен в течение 6 месяцев в результате легочной эмболии после его операции. 4 января 2014 года. После годичной тяжелой травмы, Робинсон возвращается в строй, сыграв в Кубке Англии дома против Манчестер Сити 1:1 (0:5). 11 января 2014 года. Робинсон сыграл свой первый матч в сезоне 2013/14, в Чемпионшипе, против «Донкастер Роверс» одержав победу 1:0.
15 ноября 2014. Робинсон объявил о своих намерениях покинуть клуб в январское трансферное окно. Однако в конце сезона 2014/15 «Блэкберн» не стал продлевать контракт с Робинсоном, вскоре стал свободным агентом.

### «Бернли»
26 января 2016 года Робинсон присоединился в «Бернли» на правах свободного агента, контракт рассчитан до конца сезона 2015/16. 27 июня 2016 года Пол продлил контракт с клубом на один год.
17 июля 2017 года Робинсон возрасте 37 лет принял решение завершить игровую карьеру. Причиной стали постоянные проблемы футболиста со спиной.

## Карьера в сборной
К концу сезона 2007/08 на его счету насчитывалось свыше 40 игр в составе сборной Англии. Робинсон был дублёром Дэвида Джеймса в отборочном и финальном турнирах Евро-2004, основным вратарём в отборочном и финальном турнирах ЧМ-2006, в отборочном турнире Евро-2008. Но после того, как Англия не вышла на Евро-2008, Робинсона прекратили вызывать в сборную, предпочитая не только ветерана Дэвида Джеймса, но и молодых Роберта Грина и Джо Харта.
8 августа 2010: спустя несколько часов после вызова в сборную Англии для товарищеского матча против Венгрии Пол Робинсон объявил о завершении международной карьеры. 
За сборную Англии Робинсон дебютировал в 2003 году в матче против Австралии. С тех пор он провел 41 поединок за национальную команду. Последним из них стало поражение в Москве от сборной России со счетом 2:1 в отборочном матче Евро-2008.

## Достижения
«Тоттенхэм Хотспур»
- Обладатель Кубка лиги: 2008